# تشارلي بارنز
تشارلي بارنز (بالإنجليزية: Charley Barnes)‏ هو لاعب كرة قدم أمريكية أمريكي، ولد في 5 أكتوبر 1939 في يودورا في الولايات المتحدة.

## وصلات خارجية
- تشارلي بارنز على موقع مرجع كرة القدم المحترفة.كوم (الإنجليزية)